# Die Memoiren des Judas
Die Memoiren des Judas (Les Mémoires de Judas) ist ein historischer Roman des italienischen Journalisten und  Schriftstellers Ferdinando Petruccelli della Gattina über Judas Iskariot. Die erste Fassung – in französischer Sprache geschrieben – erschien 1867 in Frankreich. 
Dem Autor zufolge soll Judas durch den Roman aufgewertet werden: Demnach ist Judas kein Verräter, sondern Anführer einer Rebellion der Juden gegen die Besatzungsmacht während der Römischen Kaiserzeit (27 v. Chr. bis 284 n. Chr.). Der Roman bringt den Antiklerikalismus des Autors zur Sprache. Er löste Kontroversen innerhalb der römisch-katholischen Kirche aus und wurde auch von Benedetto Croce kritisiert. Das Werk inspirierte den portugiesischen Schriftsteller José Maria Eça de Queiroz zu seinem Roman Die Reliquie.

## Bibliografie
- Französische Ausgabe: F. Petruccelli de la Gattina: Les Mémoires de Judas. Verlag A. Lacroix, Verboeckhoven et Cie, Paris / Brüssel 1867.
- Italienische Ausgabe: F. Petruccelli de la Gattina: Memorie di Giuda. 2 Bände. Verlag Fratelli Treves, Mailand 1883.
- Italienische Ausgabe: Petruccelli della Gattina: Memorie di Giuda. Casa Editrice Collezioni Esperia, Milano 1915.
- Deutsche Ausgabe: Ferdinando Petruccelli della Gattina: Die Memoiren des Judas. Bearbeitung und Vorwort von S. Paoli. Mitwirkung Oskar C. Recht. Verlag O.C. Recht, München 1953.